# Vadászíjászat
A vadászíjászat vagy íjas vadászat a vad íjjal és nyíllal történő elejtését jelenti, mely több tízezer éves múltra tekint vissza.

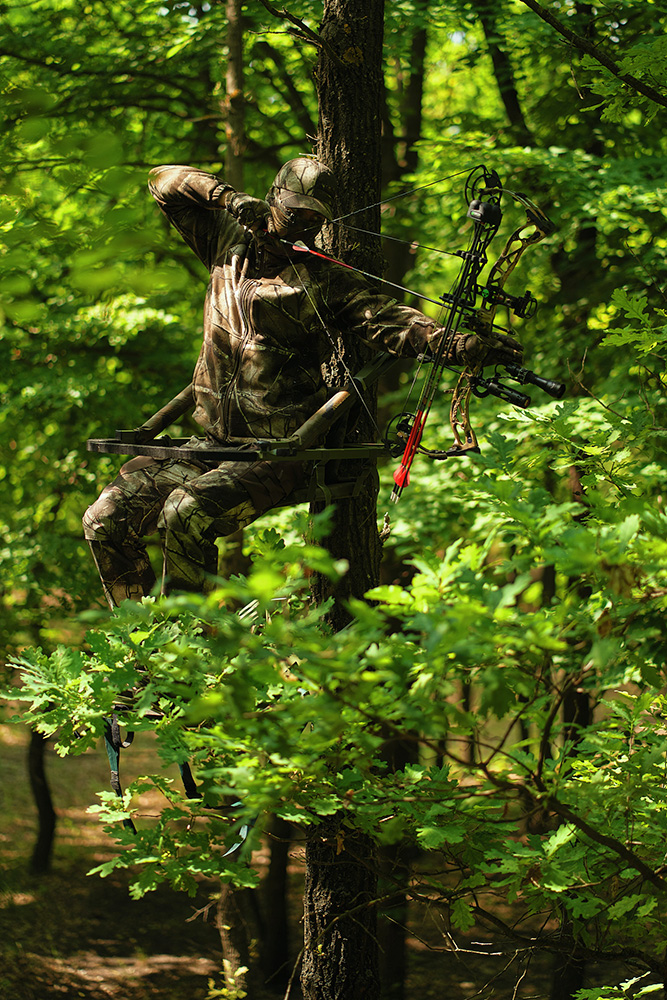
Vadászíjász mászólesről céloz

## Őskor és modern kor
A leletek alapján az íj nem egy földrajzilag behatárolható területről terjedt el, különböző embercsoportok egymástól függetlenül kezdték használni. Bár évszázadokon keresztül állta a versenyt a kezdetleges tűzfegyverekkel is, ez utóbbiak fejlődése teljesen kiszorította az íjat a civilizált ember életéből, mígnem a vadászatban modern kori reneszánszát éli a XIX. század végétől - XX. század elejétől kezdve. Ebben meghatározó szerepet játszott az amerikai Maurice Thompson, később pedig dr. Saxton Pope  és Arthur Young, akik filmbe illő történetük alapján Ishitől, az utolsó életben maradt yahi indiántól tanulták meg, majd vetették papírra a vadászíjászat ősi fortélyait. Szintén meghatározó szerepet töltött be a modern kori vadászíjászat népszerűsítésében, és nagy tömegekkel való megismertetésében az amerikai Fred Bear. Tévés szerepléseinek köszönhetően az USA-ban milliósra növekedett a vadászíjászok tábora, mely a csigás íj feltalálása után robbanásszerűen nőtt, és mindmáig növekszik világszerte.
A vadászíjászatot a solymászattal, az elöltöltő fegyveres vadászattal és az agarászattal együtt összefoglalóan hagyományos vadászati módoknak nevezzük.

## Szellemisége
Az íj közel negyvenezer éves múltja magyarázza, hogy szeretete úgyszólván a génjeinkben van. Használójától pontos szakismeretet, folyamatos gyakorlást, kellő erőnlétet és önuralmat követel. A vadászíjászat tisztességes küzdelem, ahol a vad kiváló érzékszervei és gyors reagálása áll szemben a testközelből vadászó íjász ügyességével. Ezen oknál fogva az íjas vadászat a menekülésre, túlélésre sokkal több esélyt ad a vadnak, mint a lőfegyveres vadászat, tehát a vaddal szemben feltétlenül etikus. Megfelelő találat esetén viszont a nyílvessző hatása vetekszik a lőfegyverével, ellenben sebzéskor a borotvaéles pengék okozta vágott seb gyorsabban és könnyebben gyógyul, mint a golyó ütötte roncsolt seb és szilánkos csonttörés. A saját képességeinek és fegyvere hatékonyságának határait ismerő, felelősségteljes vadászíjász nem sebez többet, mint az ugyanilyen lőfegyveres vadász. Az íjas vadászat nem könnyű, de annál élménydúsabb vadászati mód.

## A világban és Magyarországon
A vadászíjászat a világ több országában legális vadászati mód. A legnagyobb számban - kb. 4,6-4,8 millióan - az USA-ban űzik, ahol a vadászíjászatnak külön vadászati idénye van, ahogy Kanadában is. Ezen kívül legális vadászati mód - a teljesség igénye nélkül - Spanyolországban, Portugáliában, Franciaországban, Olaszországban, Szlovákiában, Dániában, Belgiumban, Bulgáriában, Szerbiában, Észtországban, Finnországban, Törökországban, Oroszországban, Fehéroroszországban, több afrikai országban, Mongóliában, Ausztráliában, Új-Zélandon, Chilében, Argentínában és Mexikóban, bár néhány országban csak korlátozottan alkalmazható bizonyos vadfajokra, illetve szintén néhány országban csak vadaskertben engedélyezett a vadászíjászat.

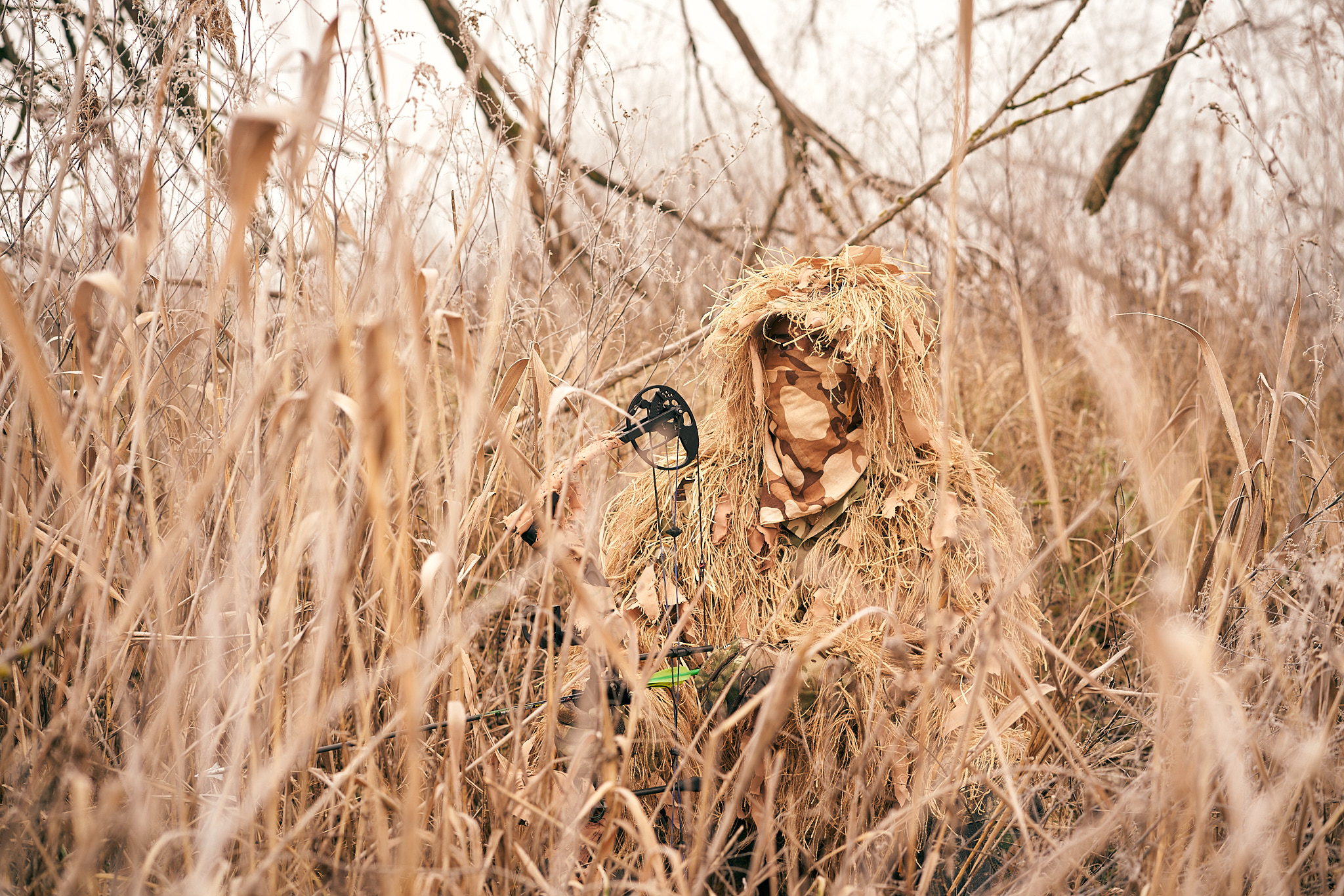
Vadászíjász 3D álcaruhában

Magyarországon 1993 óta ismeri el a jog mint legális vadászati módot, gyakorlását állami vadászvizsgához és kiegészítő vadászíjász vizsgához kötik, területre vagy vadfajokra korlátozódó megkötései hazánkban nincsenek. A rendelkezésre álló adatok szerint a mintegy 68 000 vadászjeggyel rendelkező magyar vadász közül körülbelül 2000 fő tett kiegészítő vadászíjászvizsgát 2022-ig, de ez a szám folyamatosan növekszik. Az íj nem minősül engedélyköteles fegyvernek, de közbiztonságra különösen veszélyes eszköz, ezért a használata és szállítása is szigorú szabályokhoz kötött.
Magyarországon a vadászíjászat érdekképviseletét, oktatását és hagyományainak őrzését a Magyar Vadászíjász Egyesület (MVE) végzi, de ezen kívül léteznek még kisebb-nagyobb vadászíjász csoportosulások, egyesületek, ezek közül a legaktívabb a Magyar Íjászok és Vadászok Társasága (MIVaT).
A magyar vadászíjászat megteremtésében a kezdetekkor elévülhetetlen szerepe volt a terepíjászatban és íjkészítésben is úttörő dr. Fábián Gyula zoológus professzornak, később a törvényi keretek kialakításában, a vadászíjászat oktatásában és népszerűsítésében tevékenykedő Ambrózy Árpádnak, Glück Balázsnak és társaiknak.

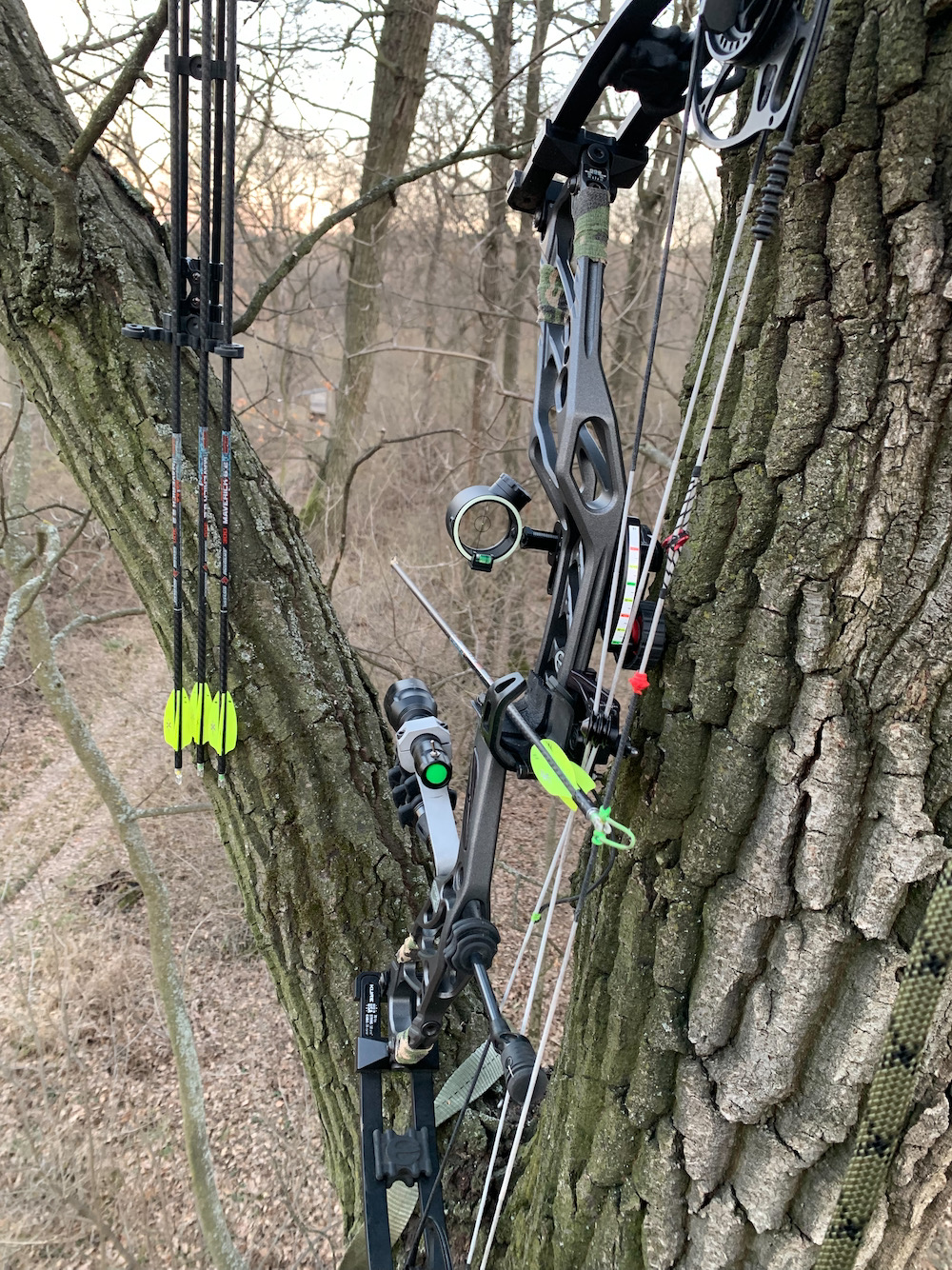
Vadászíj a lesen

## Eszközei
A 21. századi modern ember a jogszabályoknak megfelelő húzóerejű csigás íjjal vagy reflexíjjal vadászik, döntő többségben korszerű, szénszálból készült nyílvesszőkkel és rögzített vagy nyíló, acélpengés vadászhegyekkel. Magyarországon a számszeríj (“nyílpuska”) használata nem engedélyezett vadászaton. Íj esetében - az etikus vadelejtést szem előtt tartva - nagyvad vadászata esetén a kötelező minimális húzóerő 50 font (22,7 kg), a vadászhegyek minimális vágószélessége 20 mm. Apróvad vadászatánál nincs ilyen korlátozás, repülő és futóvadra rendszerint reflexíjat és rövid hatótávú nyílvesszőket használnak. 
Nagyvad esetén lesvadászatot fáról, magaslesről vagy földről folytatnak, ehhez gyakran különféle mászóeszközöket, lessátrat vagy egyéb álcázást használ a vadászíjász. Ezek használatával igyekszik az íj 5-40 m közötti, hatékony lőtávolságán belülre bevárni a vadat. A magyar vadászetika a vadászíjászok számára megengedi az álcázást segítő, terepszínű vadászruha használatát is, mely mind lesvadászatnál, mind pedig a vad lőtávolságon belülre megközelítését jelentő cserkelő vadászatnál egyaránt hasznos. 
A pontos célzást és lövést csigás íjak esetén irányzék, elsütő és más kiegészítők (peep, nopeep, szájgöb stb.) biztosítják, reflexíjaknál ennél egyszerűbb célzási módokat (ösztönös célzás, vesszőheggyel célzás) használnak. A reflexíjak hatékony lőtávolsága kisebb, mint a modern csigás íjaké. Éjszaka aktív vadfajokra is lehetőség van íjjal vadászni, lámpa használatával, a vaddisznó a hazai vadászíjászok egyik legkedveltebb vadfaja. 
Modern íjjal gyakorlatilag az apróvad fajtoktól kezdve, az afrikai nagyvad fajokig bármilyen vadra lehet eredménnyel vadászni, mindössze az adott vadfaj etikus elejtéséhez optimális vadászíjász-felszerelést kell használnia a vadásznak. 

## Bírálata
Vannak, akik kifejezetten ellenzik az íjas vadászatot a nagy sebzési arányra, és - csendes vadászfegyver lévén - a lehetséges visszaélésekre (orvvadászat) hivatkozva. 
Ahhoz, hogy engedéllyel rendelkező vadászíjász lehessen valaki Magyarországon, le kell tennie egy nemzetközileg elismert (IBEP) jártassági vizsgát (kiegészítő vadászíjászvizsga), melyen írásban és szóban is számot ad elméleti és anatómiai tudásáról, továbbá lövési pontosságáról. Utóbbinál 5-40 méterig, 8 lőállásból kell 3-3 nyílvesszőt célba juttatnia a vizsgázónak. A magyar vadászíjászok a világ legképzettebb vadászíjászai közé tartoznak. Hazai és nemzetközi statisztikák bizonyítják, hogy az íjas vadászat nem eredményez több sebzést, nem okoz több szenvedést az állatoknak, mint a lőfegyveres vadászat, továbbá vizsgázott, engedéllyel rendelkező vadászíjász esetében Magyarországon nincs tudomásunk orvvadászattal kapcsolatos bűncselekmény elkövetéséről az elmúlt 30 évben. 
Az íjas vadászatot bírálók érvei rendszerint tájékozatlanságból, e vadászati mód hiányos ismeretéből eredeztethetők.